# Рудрадаман I
Рудрадаман I (*д/н —150) — правитель Західних Кшатрапів, магакшатрап у 130–150 роках, талановитий військовик.

## Життєпис
Походив з династії Кардамака. Син Джаядамана, володаря Західних Кшатрапів. Про його діяльність відомо здебільшого з наскельного напису у Джунагадхі.
Своєю метою поставив відновлення впливу держави у західній Індії. Він з успіхом воював проти Сатаваханів. В результаті влада Рудрадамана була визнана в Мальві, північному Гуджараті, Катхіаварі, Катче, Марварі, північному Конкані, нижній долині Інду. Останні успіхи були досягнуті у війнах з Кушанською державою. Рудрадаман I також завдам тяжкої поразки роду Яудхеїв, які правили в області, розташованої по обох берегах річки Сатлендж. Після цих успіхів прийняв титул магакшатрапа (великого кшатрапа) й став карбувати срібні монети.
Багато зроблено для економічного розвитку держави. найбільшим здобутком було зведення нової греблі на озері Сударшана. Це було доручено першому міністру Сувісакхі, парфянину за національністю.
В релігійному плані виявляв терпимість, проте особливо підтримував брахманів. При цьому Рудрадаман I багато зробив для розвитку та запровадження у літературі санскриту.
Помер у 150 році. Йому наслідував син Дамаджадасрі I.